# Trelleborgs FF
Maillots
Dernière mise à jour : 27 mars 2025.
Le Trelleborgs FF est un club suédois de football basé à Trelleborg.
Le club passe 15 saisons en première division suédoise : tout d'abord en 1985, puis de 1992 à 2001, ensuite en 2004 et 2007, et enfin de 2009 à 2010.
Il obtient son meilleur classement lors de l'année 1992, où il se classe 3e de la saison régulière.

## Palmarès
- Superettan (D2) :
  - Champion (1) : 2006
  - Vice-champion (1) : 2003

- Division 1 Södra :
  - Champion (1) : 1991
  - Vice-champion (2) : 1987, 1989

## Joueurs emblématiques
- Rasmus Bengtsson
- Justin Fashanu
- Andreas Isaksson
- Mats Lilienberg
- Michael Mensah
- Vujadin Stanojković